# Richardson River (Athabasca River)
Der Richardson River ist ein etwa 290 km langer rechter Nebenfluss des Athabasca River in den kanadischen Provinzen Saskatchewan und Alberta.

## Flusslauf
Der Richardson River hat seinen Ursprung im Eastley Lake im Nordwesten von Saskatchewan. Er fließt anfangs in südwestlicher Richtung. Er nimmt dabei den Davidson River linksseitig auf. Anschließend wendet sich der Richardson River nach Nordwesten und überquert die Grenze nach Alberta. Später fließt der Fluss nach Nordnordwest. Der Richardson Lake liegt östlich des Flusslaufs. Schließlich trifft der Richardson River auf den Athabasca River, kurz vor dessen Mündung in den Athabascasee. Er entwässert ein Areal von 2700 km². Der Fluss weist entlang seinem gesamten Flusslauf ein stark mäandrierendes Verhalten mit zahlreichen engen Flussschlingen und Altarmen auf.

## Hydrologie
Der mittlere Abfluss (MQ) am Pegel 07DD002, 16 km oberhalb der Mündung gelegen, beträgt 16 m³/s. Der größte monatliche mittlere Abfluss tritt im Mai mit 22,9 m³/s auf.